# Budeasa
Budeasa è un comune della Romania di 3 931 abitanti, ubicato nel distretto di Argeș, nella regione storica della Muntenia.
IL comune è formato dall'unione di 6 villaggi: Budeasa Mare, Budeasa Mică, Calotești, Gălășești, Rogojina e Valea Mărului.